# نوآرایی بنزیلیک اسید
نوآرایی بنزیلیک اسید شامل تبدیل α- دی کتون‌ها به α- هیدروکسی اسید را گویند. این نوآرایی بیشتر در α-دی کتون‌های آروماتیک مشاهده شده‌است. وجود دو گروه کربونیل همسایه دراین ترکیبات باعث ناپایداری می‌شود؛ زیرا با توجه به قطبیت گروه‌های کربونیل، کربن‌های دارای چگالی بار مثبت در کنار هم قرار می‌گیرند و دافعه ایجاد می‌کنند. در نوآراریی بنزیلیک، یکی از گروه‌های کربونیل به عنوان الکترون دوست عمل کرده و مورد حمله باز موجود در محیط قرار می‌گیرد و هیبرید کربن آن از sp2 به sp3 تبدیل می‌شود. تشکیل دوباره گروه کربونیل، نیازمند مهاجرت گروه آریل به گروه کربونیل همسایه می‌باشد. نیروی پیش برنده در این نوآرایی حذف ناپایداری بین دو کربن گروه‌های کربونیل همسایه و رسیدن به پایداری بیشتر می‌باشد.